# Bandera de Mecklemburgo-Pomerania Occidental

Bandera civil de Mecklemburgo-Pomerania Occidental (Landesflagge); adoptada en 1991; proporción 3:5.

La bandera de Mecklemburgo-Pomerania Occidental es la bandera utilizada por el Estado federado alemán de Mecklemburgo-Pomerania Occidental (en alemán: Mecklenburg-Vorpommern).
Se presentaron cinco propuestas de banderas oficiales en 1990, pero todas fueron rechazadas. Al final, fue adoptado un diseño de Norbert Buske, entonces miembro del parlamento de Mecklemburgo-Pomerania Occidental. No era el preferido por los vexilólogos alemanes. Durante un breve periodo de tiempo en 1990, fue utilizada una bandera no oficial (la tricolor de Mecklemburgo, con sus armas centradas).

## Bandera civil
La bandera civil (Landesflagge) muestra cinco franjas horizontales, azul-blanco-amarillo-blanco-rojo, con diferentes rangos de proporciones, la más común 4:3:1:3:4. La franja azul, definido como "ultramarinblau" (ultramarino) se encuentra en la parte superior de todo. La franja central es amarilla, y la inferior de todo es rojo ("zinnoberrot"). Refleja los colores del Estado de Mecklemburgo-Pomerania Occidental (azul, blanco, amarillo y rojo), que están definidos en el artículo 1 de la Constitución del Estado. Ambas bandera civil y la bandera del Estado vuelan con las proporciones 3:5. La bandera civil fue creada con la fusión de las banderas de Mecklemburgo (una tricolor horizontal de azul-oro-rojo) y de la prusiana Provincia de Pomerania (una bicolor de azul-blanco), en uso desde 1882.
| Color                 | CMYK        | HKS | RAL      |
| --------------------- | ----------- | --- | -------- |
| Azul (Ultramarinblau) | 100/70/0/0  | 43  | RAL 5002 |
| Amarillo (Gelb)       | 0/0/100/0   | 3   | RAL 1021 |
| Rojo (Zinnoberrot)    | 0/100/100/0 | 13  | RAL 3020 |

## Bandera de Estado
La bandera de Estado (Dienstflagge) es la bandera civil, que presenta en el centro una cabeza de toro y un grifo (dos símbolos del escudo de armas de Mecklemburgo-Pomerania Occidental). La franja amarilla central está interrumpida por estas figuras. Se despliega como bandera de proa de embarcaciones policiales y de otros cuerpos oficiales del Estado. También en los eventos ocasionales oficiales. La cabeza de toro se muestra del lado del mástil y el grifo en el vuelo de la bandera.